# 烏特勒支應用科技大學
烏特勒支應用科技大學（荷蘭語：Hogeschool Utrecht, HU）是荷蘭烏特勒支的职业大学，也是荷蘭最大的學校之一。烏特勒支應用科技大學會和烏特勒支大學分享其在Uithof區的主校區。在距離Uithof25公里遠的阿默斯福特也有其校區。
大學內有許多學生群體。Celsius學生隊在2021年4月19日在美國能源部舉辦的Solar Decathlon Build Challenge中，獲得了三個獎項。

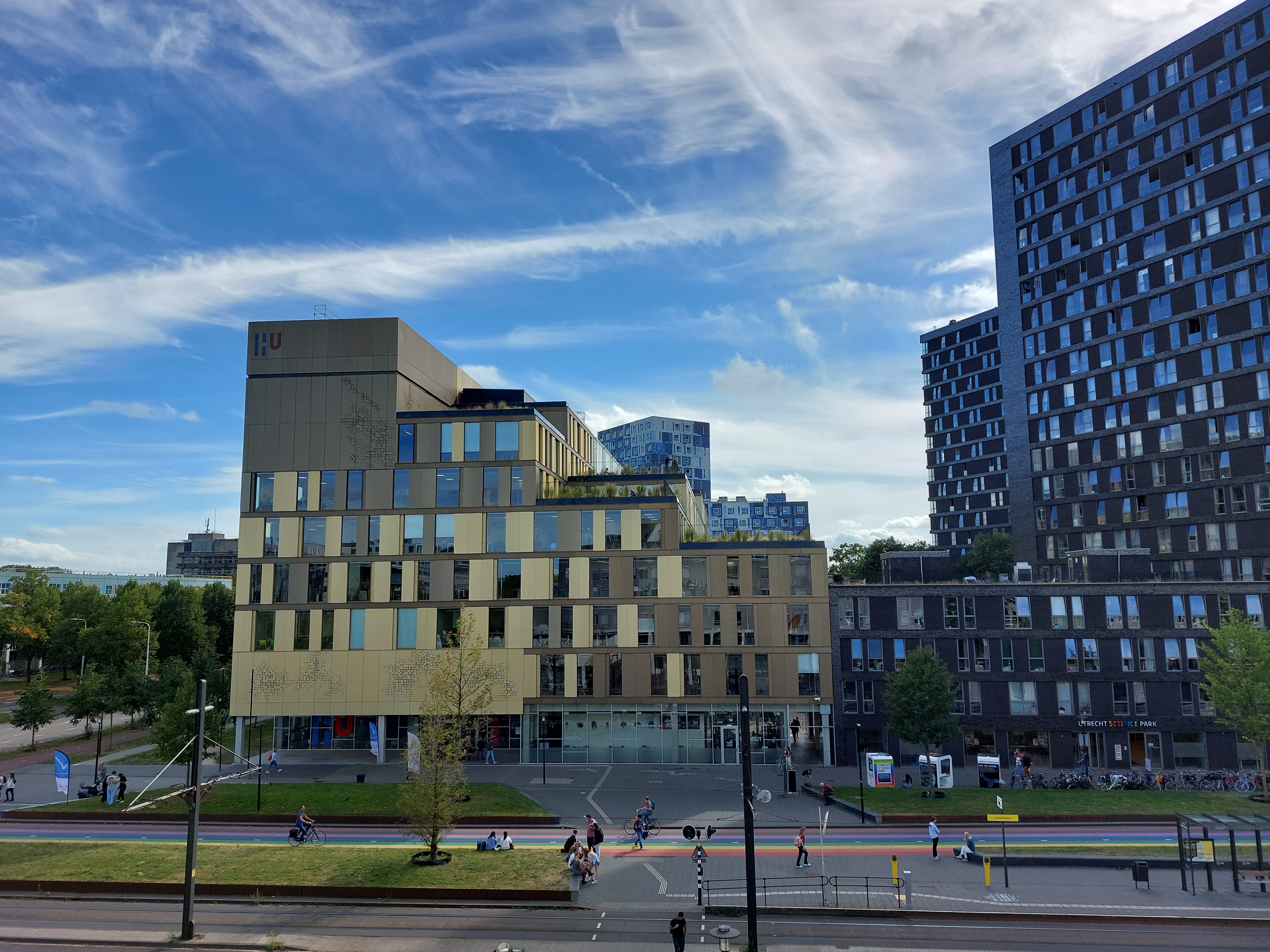

## 歷史
Hogeschool van Utrecht（HvU）成立於1988年，是合併烏特勒支省和烏特勒支市的數間應用科技大學後成立的。Hogeschool van Utrecht在2005年9月1日合併了polytechnic school in Driebergen（De Horst）。同時也將名稱改為Hogeschool Utrecht （HU），對應的英文名稱為HU University of Applied Sciences Utrecht。

## 教職人員
到2020年底為止，學校的教職人員有3,552人，其中2,409人是教師或研究人員，1,143是行政人員。教師中有91%是碩士學位，有13%有博士學位。在2009年底時，有49名教授的研究是以實務為導向。同年時，有347名講師及研究者在進行實務導向的研究。有118名研究人員在進行博士研究。

## 學生
學校有27,800名全日制學士學生，5,019名半日制或是雙重制的學士學生，2,801名碩士生以及565名副學士學位學生。超過五分之一的學生是在職人士。